# Malaguti

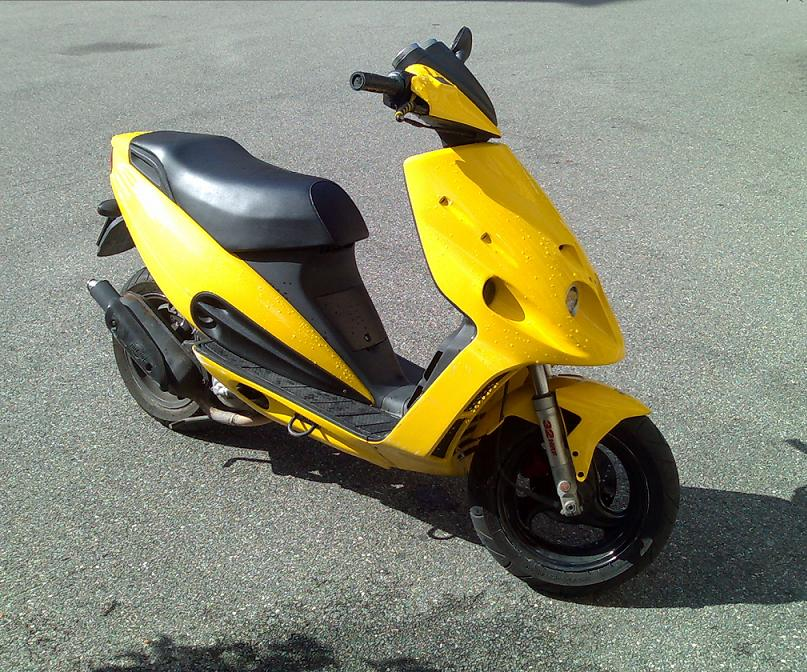
Malaguti Phantom F12

Malaguti é uma companhia motociclística italiana, sediada em San Lazzaro di Savena. 

## História
A companhia foi fundada por Antonino Malaguti em 1930. É conhecida pelas suas motos e scooters.